# مكتب مدير الوقف في بنغلاديش
مكتب مدير الوقف ( (بالبنغالية: বাংলাদেশ ওয়াক্‌ফ প্রশাসকের কার্যালয়)‏ ) هي وكالة تنظيمية حكومية في بنجلاديش تابعة لوزارة الشؤون الدينية مسؤولة عن إدارة ممتلكات الوقف، ووفقا للإسلام يمكن للأفراد التبرع بشكل دائم بالممتلكات المنقولة أو غير المنقولة للجمعيات الخيرية، وتقع على عاتقها إدارة الوقف وضمان إدارته وفقا لرغبة المتبرع.

## تاريخ المكتب
في عام 1986، حسب مكتب الإحصاء البنغلاديشي أن هناك 150,593 وقفًا في بنجلاديش، أنشأت حكومة بنجلاديش مكتب مدير الوقف لإدارة تلك الممتلكات، وحل محل منظمة أصغر تشكلت في عام 1962 بموجب قانون الأوقاف.
والمدير مسؤول عن إدارة 70955 فدانًا لكنه يواجه صعوبة بسبب النقص في التمويل والموظفين، وفي 6 نوفمبر/تشرين الثاني 2017، ألقت هيئة مكافحة الفساد القبض على ضابط في مكتب مدير الأوقاف أثناء تقاضيه رشوة بقيمة 50 ألف دولار.